# Therates tonkinensis
Therates tonkinensis (лат.) — вид жуков-скакунов рода Therates из семейства жужелицы (Carabidae).

## Распространение
Вьетнам (Lao Cai, Lang Son, Vinh Phuc, Tuyen Quang, Cao Bang).

## Описание
Длина от 8,0 до 11,2 мм. Тело с металлическим блеском. От близких видов отличается сочетанием коротких усиков, короткой плечевой лунки, угловатой центральной точки. Голова блестящая зеленовато-чёрная. Мандибулы желтоватые, зубцы по краю буроватые. Верхняя губа почти одинаковой ширины и длины, желтоватая, с 6 вершинными зубцами и одним боковым зубцом. Губные и максиллярные щупики желтоватые. Наличник голый. Лоб гладкий. Переднеспинка блестящая зеленовато-чёрная, примерно одинаковой длинны и ширины, сужена спереди и сзади. Надкрылья блестящие чёрные с коричневато-жёлтыми отметинами. Брюшная сторона чёрная. Ноги коричневато-жёлтые. Длина эдеагуса 2,3 мм.